# Erik Sandin
Erik Sandin (nacido el 29 de julio de 1966) es el baterista original de NOFX, y uno de los fundadores de la banda.

## Biografía
Sandin creó junto a los demás miembros NOFX en 1983, pero dos años más tarde, en 1985, se marchó a Santa Bárbara, California al mudarse su familia. En un año NOFX probó con dos baterías, Scott Sellers y Scott Aldahl, pero en 1986 convencieron a Sandin para que volviese.
En 1992, antes de la grabación de White Trash, Two Heebs and a Bean, Sandin ingresó en una clínica de desintoxicación donde logró superar su adicción a las drogas. Es conocido también por utilizar multitud de alias en los discos que ha grabado con NOFX.

## Alias
- Erik Ghint (en White Trash, Two Heebs and a Bean)
- Erik Shun (en S&M Airlines)
- Groggy Nodbeggar (en Ribbed)
- Chris Telmeth
- Herb Reath Stinks (en Punk in Drublic)
- Seymour Butts
- Smelly (en So Long and Thanks for All the Shoes y en The War on Errorism)

- Datos: Q589944
- Multimedia: Erik Sandin / Q589944